# CHBM-FM

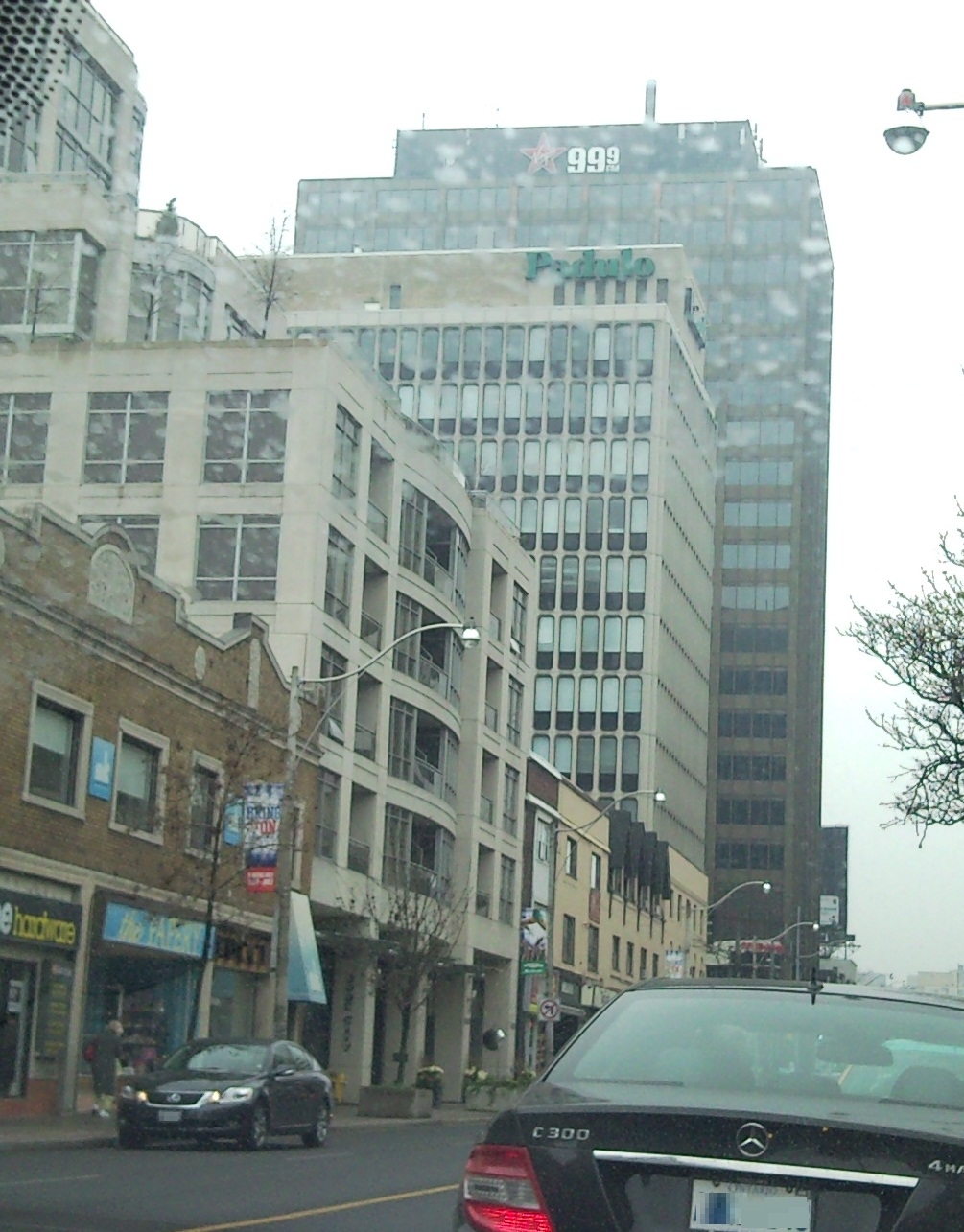
Das Gebäude beherbergt mehrere Radiosendestudios, darunter Boom 97.3FM.

CHBM-FM (boom 97.3FM) ist ein privater Hörfunksender aus Toronto, Ontario, Kanada. Der Sender sendet im Adult Hits Format mit einer Leistung von 28 kW vom CN Tower aus. Der Sender wird von Bell Media betrieben.

## Geschichte
Der Sender ging am 24. Mai 1987 um 9 Uhr auf mit der Kennung CJEZ-FM und einem Easy Listening Format auf Sendung. Der Sender wurde unter der Marke Easy 97 von Redmond Broadcasting betrieben. 

## Programm und Moderation
- Boom Stu Jeffries
- Boom KJ
- Boom Maie Pauts
- Boom Troy McCallum
- Boom Jeff Spindel
- Boom Meredith Shaw
- Boom Matt Storey
- Totally 80's

## Contest
- Pay Payout
- Just a Sec
- Listener Club